# Giorgio Stella
Giorgio Stella (Genova, ... – Genova, 1420) è stato un cronachista italiano, autore degli Annales Genuenses.

## Biografia
Stella fu il redattore degli Annales Genuenses, opera che riprendeva gli annali del Caffaro. Gli Annales, redatti a partire dal 1396, coprono il periodo che va dal 1298 al 1405.
Rispetto a quelli del Caffaro e dei suoi continuatori gli Annales di Stella sono permeati da una visione storiografica più attenta alla ricerca della verità storica, frutto dell'influenza umanistica dell'epoca.
Gli Annales furono continuati dai parenti dello Stella, su tutti il fratello Giovanni che ne continuò l'opera sino al 1435, e dal 1461 da Bartolomeo Senarega.
Agli Annales si allacciano idealmente anche i Castigatissimi annali di Agostino Giustiniani.

## Opere
- Annales Genuenses